# Orino
Orino est une commune italienne de la province de Varèse dans la région Lombardie en Italie.

## Toponyme
Provenance incertaine. Pourrait se référer au latin orum: coin, duquel est dérivé le diminutif dialectal oeur, en référence à la position sur une pente du mont Valgrande.

## Géographie
Orino fait partie de la vallée de la Valcuvia, caractérisée par des zones purement montagneuses et qui s'étend entre le Mont Chauve (Monte Nudo) (1235 m) et Monte Campo dei Fiori(it) (1226 m), ouvrant sur le Lac Majeur. A Orino naît la rivière Viganella, qui se jette dans le Lac Majeur à Monvalle.

## Histoire
En 712, Liutprand, roi des Lombards, a donné au monastère de San Pietro in Ciel d'Oro à Pavie quelques terres, mentionnées comme Orino dans l'acte, qui apparaît dans la collection de la Monumenta Historiae Patrie (vol.XIII) sous le titre Codex Diplomaticus Longobardum. Orino y est groupé avec Azzio sous le dénominateur Aci.
Un document signé de Frédéric de Hohenstaufen en 1159 fait référence au territoire d' Orino comme relié à la puissante dynastie des Parvexini de Arona. En 1196, la forteresse de Valcuvia à Orino, est mise sous tutelle de Milan. Après la période Barberousse, le fief vient sous contrôle des Visconti et ensuite de Francesco Sforza, qui s'impose en 1450. La vallée de la Valcuvia devint propriété de Pietro Cotta pour services rendus.
De 1512 à 1515, la Valcuvia se retrouva sous contrôle helvétique, puis sous contrôle français après la bataille de Marignan et en 1535 sous contrôle espagnol. Entre 1524 et 1755, la peste, la famine et les éléments naturels vont toucher durement la vallée. 
En 1713, le duché de Milan passa sous contrôle autrichien à la suite du traité d'Utrecht.
Les Cotta vendirent leur propriété à une branche des Visconti en 1728. 
En 1796, Bonaparte chasse les Autrichiens. La vallée fait alors partie de la République transpadane, puis en 1797 de la République cisalpine. Mais en 1799, les Autrichiens reviennent et récupèrent la région à la chute de Bonaparte en 1814.
La misère et les épidémies continuèrent à faire des morts. 
Le 23 octobre 1859, après la conquête de Garibaldi, le Valcuvia devient 3e arrondissement de Varèse.
Mais Garibaldi ne viendra pas non plus à bout de la misère et beaucoup d'habitants émigrèrent vers la France, la Suisse ou le Luxembourg.
La commune a toujours été indépendante, mais pendant le XXe siècle, elle fut incorporée à la municipalité voisine de Azzio pendant une brève période. Elle retrouva son indépendance administrative le 17 novembre 1955.

## Monuments
- L'église paroissiale de l'Immaculée Vierge (en ital. Beata Vergine Immacolata, fin XVIe)
- L'église Saint-Laurent (chiesa di San Lorenzo, 1330)

## Administration
| Période                                  | Période  | Identité        | Étiquette | Qualité |
| ---------------------------------------- | -------- | --------------- | --------- | ------- |
| 08/06/2009                               | En cours | Cesare Moia     |           | employé |
| 1999                                     | 2009     | Dario Clivio    |           |         |
| 1990                                     | 1999     | Cesare Moia     |           |         |
| 1980                                     | 1990     | Massimo Cellina |           |         |
| 1975                                     | 1980     | Arnaldo Bonaria |           |         |
| 1965                                     | 1975     | Luigi Cellina   |           |         |
| 1956                                     | 1965     | Felice Biraghi  |           |         |
| Les données manquantes sont à compléter. |          |                 |           |         |

### Communes limitrophes
|       | Cuvio             |       |
| Azzio | Orino             | Cuvio |
|       | Cocquio-Trevisago |       |